# Darina Bialeková
Darina Bialeková (ur. 6 lipca 1934 w Szczyrbie) – słowacka archeolog.
Jest absolwentką Wydziału Filozoficznego Uniwersytetu Komeńskiego w Bratysławie, gdzie studiowała w latach 1952–1957. W 1957 roku została zatrudniona w Instytucie Archeologii Słowackiej Akademii Nauk; w okresie od 1991 do 1996 kierowała zakładem wczesnego średniowiecza.
W latach 1990–1996 przewodniczyła Słowackiemu Towarzystwu Archeologicznemu przy Słowackiej Akademii Nauk.
W 1995 roku otrzymała srebrną odznakę honorową Ľudovíta Štúra za zasługi w dziedzinie nauk społecznych.

## Twórczość (wybór)
- Dávne slovanské kováčstvo (red., współautor, Bratysława, 1981)[1]
- Pramene k dejinám osídlenia Slovenska z konca 5. až z 13. storočia I (Nitra, 1989)
- Pramene k dejinám osídlenia Slovenska z konca 5. až z 13. storočia II (Nitra, 1992)